# Petropávlovsk-Kamchatski
Petropávlovsk-Kamchatski ([pʲɪtrɐˈpavləfsk kɐmˈtɕatskʲɪj]ⓘ) (del ruso: Петропавловск-Камчатский) es una ciudad de Rusia. Constituye el centro administrativo, industrial, científico y cultural del Krai de Kamchatka (hasta el 1 de julio de 2007, óblast de Kamchatka). Está situada en la bahía de Avacha, a orillas del océano Pacífico.

## Historia

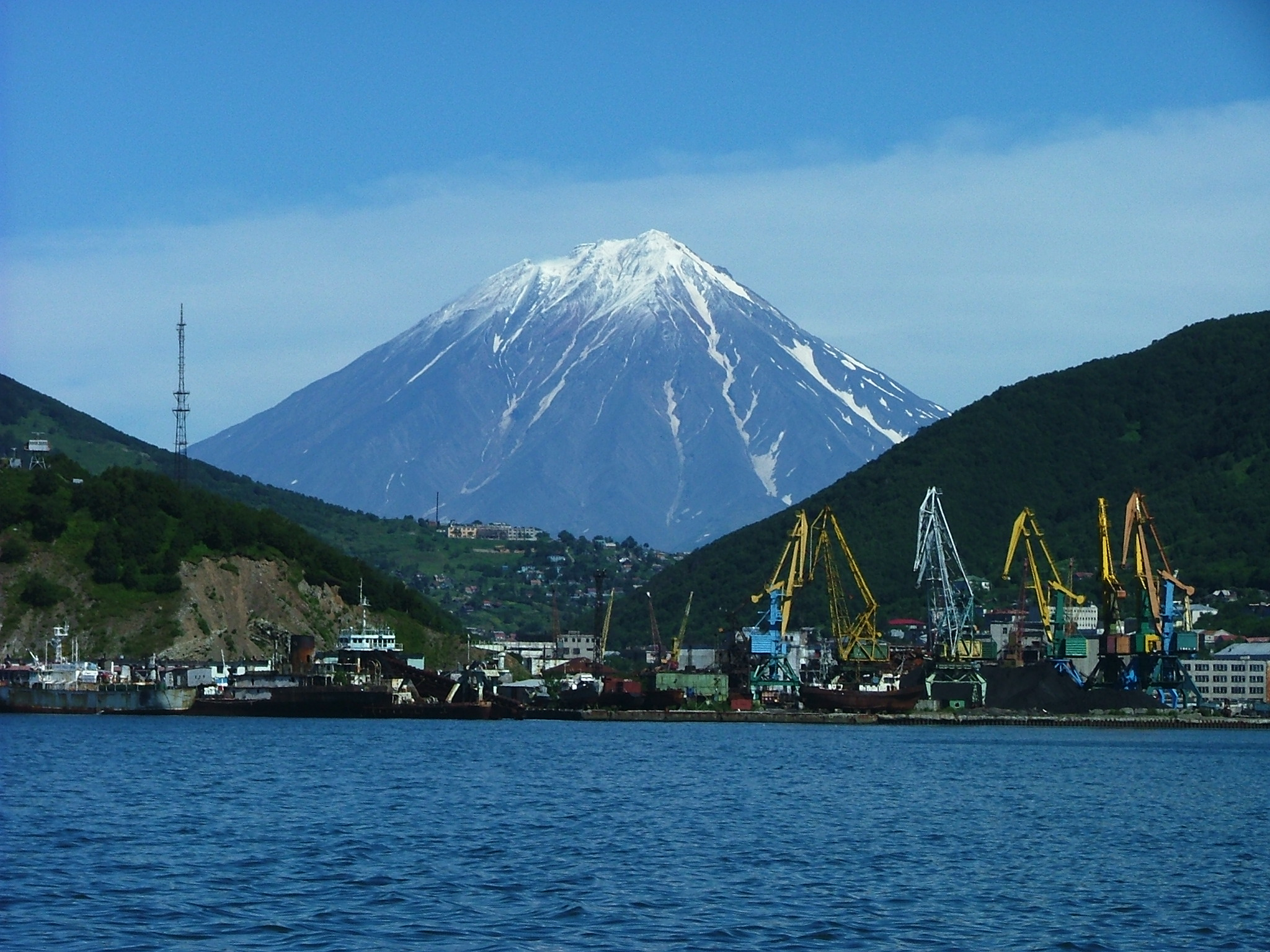
Petropávlovsk desde la bahía de Avacha

La ciudad fue fundada el 17 de octubre de 1740 en el lugar que ocupaba una aldea llamada Aushin como presidio de Pedro y Pablo (Петропавловский острог) durante la Segunda Expedición a Kamchatka (1733-1743) encabezada por los exploradores Vitus Bering y Alekséi Chírikov, y tomó el nombre de los dos barcos (Santo Apóstol Pedro y Santo Apóstol Pablo) que formaban la misma.
En 1812 le fue concedida la categoría de ciudad con el nombre de puerto de Pedro y Pablo (Петропавловская гавань). De 1849 a 1924 llevó el nombre de Petropávlovski Port (Петропавловский Порт) y a partir de 1924 el nombre definitivo de Petropávlovsk-Kamchatski. El alcalde de la ciudad es Vladislav Skvortsov.

## Demografía
| Gráfica de evolución de Petropávlovsk-Kamchatski entre 1897 y 2019 |
|                                                                    |

## Geografía
La ciudad está situada en las altas colinas y rodeada de volcanes. El terreno circundante es lo suficientemente montañoso como para que el horizonte no se vea claramente desde ningún punto de la ciudad. Al otro lado de la bahía de Avacha, en la ciudad de Vilyuchinsk, se encuentra la base de submarinos más grande de Rusia, la Base Submarina Nuclear Rybachiy, establecida durante el período soviético y aún utilizada por la Armada rusa. La ciudad se encuentra a 6.766 kilómetros de Moscú y a unos 2.220 kilómetros de Vladivostok.

### Clima
El clima de Petropávlovsk-Kamchatski es boreal (clasificación de Köppen, Dfc) y los promedios de precipitación se estiman en 1150 milímetros, o aproximadamente tres veces y media más que la mayoría de los promedios de Siberia, y la mayoría cae como nieve. Las temperaturas en invierno son mucho más suaves que en Siberia: un promedio típico de enero es de -7 °C, mientras que en verano +16 °C constituye un promedio de agosto. En los años cálidos, los promedios mensuales altos en julio y agosto alcanzan +18 °C y más.
A pesar de las precipitaciones generalmente altas, el clima es menos nublado que en las islas Kuriles adyacentes que son uno de los lugares menos soleados del mundo, ya que la ciudad se encuentra detrás de una península al norte que bloquea parte de la niebla de la corriente Oyashio. El agua oceánica en la bahía de Avacha y las bahías adyacentes también es más cálida que las aguas costeras de las islas Kuriles y la costa marítima de Ojotsk (excepto el sur de Kuriles y el sur de Sajalín).
| Parámetros climáticos promedio de Petropávlovsk-Kamchatski (1991-2020) | Parámetros climáticos promedio de Petropávlovsk-Kamchatski (1991-2020) | Parámetros climáticos promedio de Petropávlovsk-Kamchatski (1991-2020) | Parámetros climáticos promedio de Petropávlovsk-Kamchatski (1991-2020) | Parámetros climáticos promedio de Petropávlovsk-Kamchatski (1991-2020) | Parámetros climáticos promedio de Petropávlovsk-Kamchatski (1991-2020) | Parámetros climáticos promedio de Petropávlovsk-Kamchatski (1991-2020) | Parámetros climáticos promedio de Petropávlovsk-Kamchatski (1991-2020) | Parámetros climáticos promedio de Petropávlovsk-Kamchatski (1991-2020) | Parámetros climáticos promedio de Petropávlovsk-Kamchatski (1991-2020) | Parámetros climáticos promedio de Petropávlovsk-Kamchatski (1991-2020) | Parámetros climáticos promedio de Petropávlovsk-Kamchatski (1991-2020) | Parámetros climáticos promedio de Petropávlovsk-Kamchatski (1991-2020) | Parámetros climáticos promedio de Petropávlovsk-Kamchatski (1991-2020) |
| Mes                                                                    | Ene.                                                                   | Feb.                                                                   | Mar.                                                                   | Abr.                                                                   | May.                                                                   | Jun.                                                                   | Jul.                                                                   | Ago.                                                                   | Sep.                                                                   | Oct.                                                                   | Nov.                                                                   | Dic.                                                                   | Anual                                                                  |
| ---------------------------------------------------------------------- | ---------------------------------------------------------------------- | ---------------------------------------------------------------------- | ---------------------------------------------------------------------- | ---------------------------------------------------------------------- | ---------------------------------------------------------------------- | ---------------------------------------------------------------------- | ---------------------------------------------------------------------- | ---------------------------------------------------------------------- | ---------------------------------------------------------------------- | ---------------------------------------------------------------------- | ---------------------------------------------------------------------- | ---------------------------------------------------------------------- | ---------------------------------------------------------------------- |
| Temp. máx. abs. (°C)                                                   | 5.2                                                                    | 6.2                                                                    | 8.5                                                                    | 18.8                                                                   | 20.6                                                                   | 26.9                                                                   | 30.0                                                                   | 27.7                                                                   | 24.4                                                                   | 19.4                                                                   | 12.6                                                                   | 10.5                                                                   | 30.0                                                                   |
| Temp. máx. media (°C)                                                  | -4.0                                                                   | -3.4                                                                   | -0.3                                                                   | 3.6                                                                    | 8.6                                                                    | 13.7                                                                   | 17.0                                                                   | 17.5                                                                   | 14.7                                                                   | 8.5                                                                    | 1.8                                                                    | -2.6                                                                   | 6.3                                                                    |
| Temp. media (°C)                                                       | -6.5                                                                   | -6.1                                                                   | -3.4                                                                   | 0.4                                                                    | 4.8                                                                    | 9.5                                                                    | 13.0                                                                   | 13.7                                                                   | 10.7                                                                   | 5.5                                                                    | -0.6                                                                   | -5.0                                                                   | 3                                                                      |
| Temp. mín. media (°C)                                                  | -8.9                                                                   | -8.6                                                                   | -5.9                                                                   | -1.9                                                                   | 2.1                                                                    | 6.6                                                                    | 10.4                                                                   | 11.1                                                                   | 7.9                                                                    | 3.0                                                                    | -2.7                                                                   | -7.1                                                                   | 0.5                                                                    |
| Temp. mín. abs. (°C)                                                   | -28.6                                                                  | -31.7                                                                  | -24.8                                                                  | -14.8                                                                  | -6.3                                                                   | -1.5                                                                   | 2.5                                                                    | 4.4                                                                    | -1.1                                                                   | -7.5                                                                   | -16.5                                                                  | -26.0                                                                  | -31.7                                                                  |
| Precipitación total (mm)                                               | 110                                                                    | 75                                                                     | 103                                                                    | 88                                                                     | 58                                                                     | 57                                                                     | 66                                                                     | 91                                                                     | 105                                                                    | 154                                                                    | 156                                                                    | 115                                                                    | 1178                                                                   |
| Nevadas (cm)                                                           | 79                                                                     | 104                                                                    | 117                                                                    | 103                                                                    | 22                                                                     | 0                                                                      | 0                                                                      | 0                                                                      | 0                                                                      | 0                                                                      | 8                                                                      | 39                                                                     | 472                                                                    |
| Días de lluvias (≥ 1 mm)                                               | 1                                                                      | 0.4                                                                    | 1                                                                      | 3                                                                      | 13                                                                     | 15                                                                     | 17                                                                     | 17                                                                     | 17                                                                     | 17                                                                     | 6                                                                      | 1                                                                      | 108.4                                                                  |
| Días de nevadas (≥ 1 mm)                                               | 18                                                                     | 18                                                                     | 18                                                                     | 17                                                                     | 7                                                                      | 0.1                                                                    | 0                                                                      | 0                                                                      | 0.03                                                                   | 3                                                                      | 15                                                                     | 17                                                                     | 113.1                                                                  |
| Horas de sol                                                           | 105                                                                    | 114                                                                    | 176                                                                    | 192                                                                    | 193                                                                    | 193                                                                    | 169                                                                    | 178                                                                    | 178                                                                    | 157                                                                    | 122                                                                    | 93                                                                     | 1870                                                                   |
| Humedad relativa (%)                                                   | 71                                                                     | 68                                                                     | 68                                                                     | 72                                                                     | 75                                                                     | 79                                                                     | 84                                                                     | 83                                                                     | 79                                                                     | 74                                                                     | 70                                                                     | 71                                                                     | 74.5                                                                   |
| Fuente n.º 1: Погода и Климат                                          |                                                                        |                                                                        |                                                                        |                                                                        |                                                                        |                                                                        |                                                                        |                                                                        |                                                                        |                                                                        |                                                                        |                                                                        |                                                                        |
| Fuente n.º 2: NOAA                                                     |                                                                        |                                                                        |                                                                        |                                                                        |                                                                        |                                                                        |                                                                        |                                                                        |                                                                        |                                                                        |                                                                        |                                                                        |                                                                        |

## Organización administrativa
La ciudad está dividida en los barrios de Lenin (Ленинский) y de Octubre (Октябрьский). Está rodeada por cadenas montañosas volcánicas y se ha convertido en un importante centro turístico. A 390 kilómetros al norte de la ciudad está Kliuchí.

## Ciudades hermanadas
- Sebastopol, Rusia, reclamada por Ucrania (2009)
- Kushiro, Japón (1998)
- Unalaska, Estados Unidos (1990)